# Riverview Park
Riverview Park es un lugar designado por el censo ubicado en el condado de Berks en el estado estadounidense de Pensilvania. En el Censo de 2010 tenía una población de 3380 habitantes y una densidad poblacional de 1.273,2 personas por km².

## Geografía
Riverview Park se encuentra ubicado en las coordenadas 40°23′31″N 75°57′0″O / 40.39194, -75.95000. Según la Oficina del Censo de los Estados Unidos, Riverview Park tiene una superficie total de 2.65 km², de la cual 2.57 km² corresponden a tierra firme y (3.22%) 0.09 km² es agua.

## Demografía
Según el censo de 2010, había 3380 personas residiendo en Riverview Park. La densidad de población era de 1.273,2 hab./km². De los 3380 habitantes, Riverview Park estaba compuesto por el 87.84% blancos, el 3.79% eran afroamericanos, el 0.09% eran amerindios, el 0.33% eran asiáticos, el 0% eran isleños del Pacífico, el 3.96% eran de otras razas y el 1.04% pertenecían a dos o más razas. Del total de la población el 8.02% eran hispanos o latinos de cualquier raza.